# 馮濬
馮濬（？年—？年），字心泉，號徵湘，廣州駐防正白旗漢軍，清朝政治人物。
同治九年庚午科繙譯舉人，同治十年（1871年）辛未科繙譯進士，授兵部主事，改南海縣知縣。
著有《延正學齋詩集》一卷輯入《柳堂師友詩錄初編》，李長榮選，同治二年刻，中國國家圖書館藏。

## 家族
- 父冯文耀，八旗义学掌教；
- 胞叔冯文全，道光己亥举人，湖北知县；
- 胞弟馮健，同治甲戌进士；
- 堂叔馮文星，光绪己丑翻译进士；
- 堂弟馮端，光绪己丑文进士；
- 胞弟馮琛，光绪庚辰翻译进士。